# La matèria del temps
La matèria del temps (The Matter of Time en anglès) és una instal·lació artística de fins a set escultures monumentals realitzades en acer patinable per l'escultor americà Richard Serra. Un encàrrec exprés del Museu Guggenheim de Bilbao, forma part de la col·lecció permanent i pròpia del museu.
L'any 2005, es va instal·lar la sèrie de set escultures, juntament amb Serp (Snake), l'escultura realitzada anteriorment per a la inauguració del museu del mateix artista.

## Components
La instal·lació consisteix en les següents peces d'acer patinable, en ordre de proximitat a l'entrada de la sala:
1. Torsió espiral -tancada, oberta, tancada, oberta, tancada (Torqued Spiral -Closed Open Closed Open Closed) de cinc planxes (2003-04).
2. Torsió el·líptica (Torqued Ellipse), de dues planxes (2003-04).
3. Torsió el·líptica doble (Double Torqued Ellipse) de cinc planxes (2003-04).
4. Serp (Snape) de tres planxes (1994-97).
5. Torsió espiral- dreta esquerra (Torqued Spiral- Right Left) de set planxes (2003-04)
6. Torsió espiral- esquerra oberta, dreta tancada(Torqued Spiral- Open Left Closed Right) de set planxes (2003-04)
7. Entre el toro i l'esfera (Between the Torus and the Sphere) de vuit planxes (2003-05).
8. Punt cec invertit (Blind Spot Reversed) de sis planxes (2003-2005).